# Desmosoma elegans
Desmosoma elegans är en kräftdjursart som beskrevs av Eugenio Fresi och Schiecke 1969. Desmosoma elegans ingår i släktet Desmosoma och familjen Desmosomatidae. Inga underarter finns listade i Catalogue of Life.